# Stanisław Szuder
Stanisław Edmund Szuder (ur. 5 listopada 1950 w Sroczynie, zm. 29 sierpnia 2021 w Hornówku) – polski menedżer, inżynier i urzędnik państwowy, w latach 1990–1993 podsekretarz stanu w Ministerstwie Łączności.

## Życiorys
Syn Mariana i Heleny. W 1975 ukończył studia z inżynierii elektrycznej na Politechnice Poznańskiej, a w 1987 – studia podyplomowe na Wydziale Telekomunikacyjnym Akademii Techniczno-Rolniczej w Bydgoszczy. Przez 25 lat pracował w przedsiębiorstwie Polska Poczta, Telegraf i Telefon.
W latach 1990–1993 pełnił funkcję podsekretarza stanu w Ministerstwie Łączności (jako bezpartyjny), jednocześnie od 1991 był głównym inspektorem Państwowej Inspekcji Telekomunikacyjnej. Później związał się z sektorem prywatnym: w 1993 został dyrektorem AT&T Telfa (potem pod nazwą Lucent Technologies Poland), zaś od 2001 do 2007 był wiceprezesem regionu EMEA w tym koncernie. W 2007 objął fotel wiceprezesa, a w 2012 prezesa spółki telekomunikacyjnej Energo-Tel. Został również wiceprezesem sekcji w Krajowej Izbie Gospodarczej Elektroniki i Telekomunikacji. W kadencji 2007–2010 członek Sekcji Telekomunikacji w Komitecie Elektroniki i Telekomunikacji Polskiej Akademii Nauk.
Był żonaty, miał dwoje dzieci. Jego nazwisko znalazło się tzw. liście Macierewicza, miał od 1987 być tajnym współpracownikiem o pseudonimie „Zeus”. Pochowany na cmentarzu parafialnym w Lipkowie.